# Susan Prior
Pour les articles homonymes, voir Prior.
Susan Prior est une actrice australienne. 

## Biographie

### Enfance et éducation
Susan Prior obtient son diplôme a l'Institut national d'art dramatique de Sydney. Elle y reçoit une formation en musique, en danse et ajoute une corde a son arc en y étudiant l'écriture.

### Carrière
Susan Prior travaille avec la Sydney Theatre Company, notamment Riflemind. elle joue aussi dans des films et des séries télévisées. Elle collabore avec le Belvoir Steet Theatre et le Griffith Theatre.
Au commencement de l'année 2022, Susan Prior joue dans une des productions de la State Theatre Company d'Australie du Sud, de Who's Afraid of Virginia Woolf ? d'Edward Albee, acclamé par la critique. Elle interprète Martha, l'un des rôles principaux,.

## Prix
Elle gagne le prix AACTA 2014 de la meilleure actrice dans un second rôle pour sa prestation dans The Rover et est nommée pour le prix AACTA 2012 de la meilleure invitée ou actrice dans un second rôle dans un drame télévisé pour son rôle dans Puberty Blues. Elle est nommée deux fois pour le prix Helpmann du meilleur acteur féminin dans un second rôle, dans une pièce de théâtre : en 2008 pour Riflemind,  et en 2014 pour Small and Tired.

## Filmographie

### Film
| Annee | Titre                     | Role               | Notes         |
| ----- | ------------------------- | ------------------ | ------------- |
| 2021  | Chopin's Piano            | George Sand        |               |
| 2021  | Ascendant                 | Barbara Wolf       |               |
| 2020  | Cube Season               | Mirren Cube        | Court métrage |
| 2020  | Groundhog Night           | Cheryl             | Court métrage |
| 2020  | Mukbang                   | Sandra             | Court métrage |
| 2018  | Book Week                 | Lee Issen          |               |
| 2018  | Riot                      | Norma Gowland      | Telenovela    |
| 2017  | Jasper Jones              | Gwyn Wishart       | Film co-ecrit |
| 2015  | Second Hand               | Gabby              | Court métrage |
| 2015  | Reg Makes Contact         | Susan              | Court métrage |
| 2015  | Bunny New Girl            | Alice Dunn         | Court métrage |
| 2014  | The Orchard               | Rachel             | Court métrage |
| 2014  | The Rover                 | Dorothy Peeples    | Film co-ecrit |
| 2014  | Snowlblind                | Gene               | Court métrage |
| 2014  | Handyman                  | Melinda            | Court métrage |
| 2013  | The Twin                  | Annie/Sarah        | Court métrage |
| 2013  | My Mother Her Daughter    | Susan              | Court métrage |
| 2012  | Not Suitable for Children | Marcie             | Film co-ecrit |
| 2012  | Careless Love             | Lee                | Film co-ecrit |
| 2010  | Animal Kingdom (film)     | Alicia Henry       | film co-ecrit |
| 2008  | The View from Greenhaven  | Kate               | Film co-ecrit |
| 2007  | The Uncertainty Principal | Sue                | Court métrage |
| 2007  | Nothing Lasts Forever     | Woman              | Court métrage |
| 2006  | Suburban Mayhem           | Christine Andretti | Film co-ecrit |
| 2005  | A Divided Heart           | Millie Vickery     |               |
| 2005  | Monster                   | Mother             | Court métrage |
| 2005  | The Saviour               | Carmel             | Court métrage |
| 2005  | Still Time                | Sue                | Court métrage |
| 2003  | A Cold Summer             | Phaedra            | Film co-ecrit |
| 2002  | Little Blue               | Mum                | Court métrage |
| 2000  | A Wreck, A Triangle       | Eleanor            |               |
| 1999  | Doctor By Day             | Kay                |               |
| 1998  | War Story                 | Mother             | Court métrage |
| 1998  | Praise                    | Sophie             | Film co-ecrit |
| 1997  | Heaven's Burning          | Sharon             | Film co-ecrit |
| 1996  | Idiot Box                 | Luce               | Film co-ecrit |
| 1994  | Muriel's Wedding          | Girl at Wedding    | Film co-ecrit |

### Télévision
| Year    | Title                                                     | Role               | Notes                                   |
| ------- | --------------------------------------------------------- | ------------------ | --------------------------------------- |
| 2021-22 | Aftertaste                                                | Susan West         | Série télévisée, 12 episodes            |
| 2021    | The Moth Effect                                           | Staff Member       | Série télévisée, 1 episode              |
| 2020    | The Gloaming                                              | Susan Kelly        | Série télévisée, 2 episodes             |
| 2019    | The Commons                                               | Lena Gordon        | Série télévisée, 1 episode              |
| 2019    | The Other Guy                                             | Sharon             | Série télévisée, 1 episode              |
| 2019    | Frayed                                                    | Ruth               | Série télévisée, 2 episodes             |
| 2019    | Glitch                                                    | Anna Donohue       | Série télévisée, 3 episodes             |
| 2019    | Les Norton                                                | Chenille           | Série télévisée, 4 episodes             |
|         | Jade of Death                                             | Donna              | 2 episodes                              |
| 2018    | Fighting Season                                           | Dr. Linda          | Série télévisée, 1 episode              |
| 2018    | Bite Club                                                 | Tricia             | Série télévisée, 1 episode              |
| 2018    | The Second                                                | Detective          |                                         |
| 2018    | Safe Harbour                                              | Renee              | Série télévisée, 3 episodes             |
| 2017    | Doctor Doctor                                             | Minnie             | Série télévisée, 3 episodes             |
| 2017    | Top of the Lake                                           | Beccy              | Série télévisée, 1 episode              |
| 2015    | Love Child                                                | Geraldine Donnelly | Série télévisée, 1 episode              |
| 2012-14 | Puberty Blues (TV series)                                 | Yvonne Hennessey   | Série télévisée, 17 episodes            |
| 2012    | Rake                                                      | Barbara            | Série télévisée, 1 episode              |
| 2012    | Home and Away                                             | Margaret Henderson | Série télévisée, 6 episodes             |
| 2006    | The 2006 Academy Award Nominated Short Films: Live Action | Herself            | Episode special                         |
| 2006    | Two Twisted                                               | Nurse Hughes       | Série télévisée d'anthologie, 1 episode |
| 2005    | All Saints (TV series)                                    | Beth Chandler      | Série télévisée, 15 episodes            |
| 2002    | Farscape                                                  | Kirayh             | Série télévisée, 1 episode              |
| 2002    | Young Lions                                               | Christine Malouf   | Série télévisée, 1 episode              |
| 2000    | Water Rats                                                | Rosie Callahan     | Série télévisée, 2 episodes             |
| 1996    | House Gang                                                | Lucy's Mum         | Série télévisée, 1 episode              |
| 1996    | Police Rescue                                             | Debra              | Série télévisée, 1 episode              |
| 1995    | G.P.                                                      | Linda Swanson      | Série télévisée, 1 episode              |